# فیلتر موج‌بری

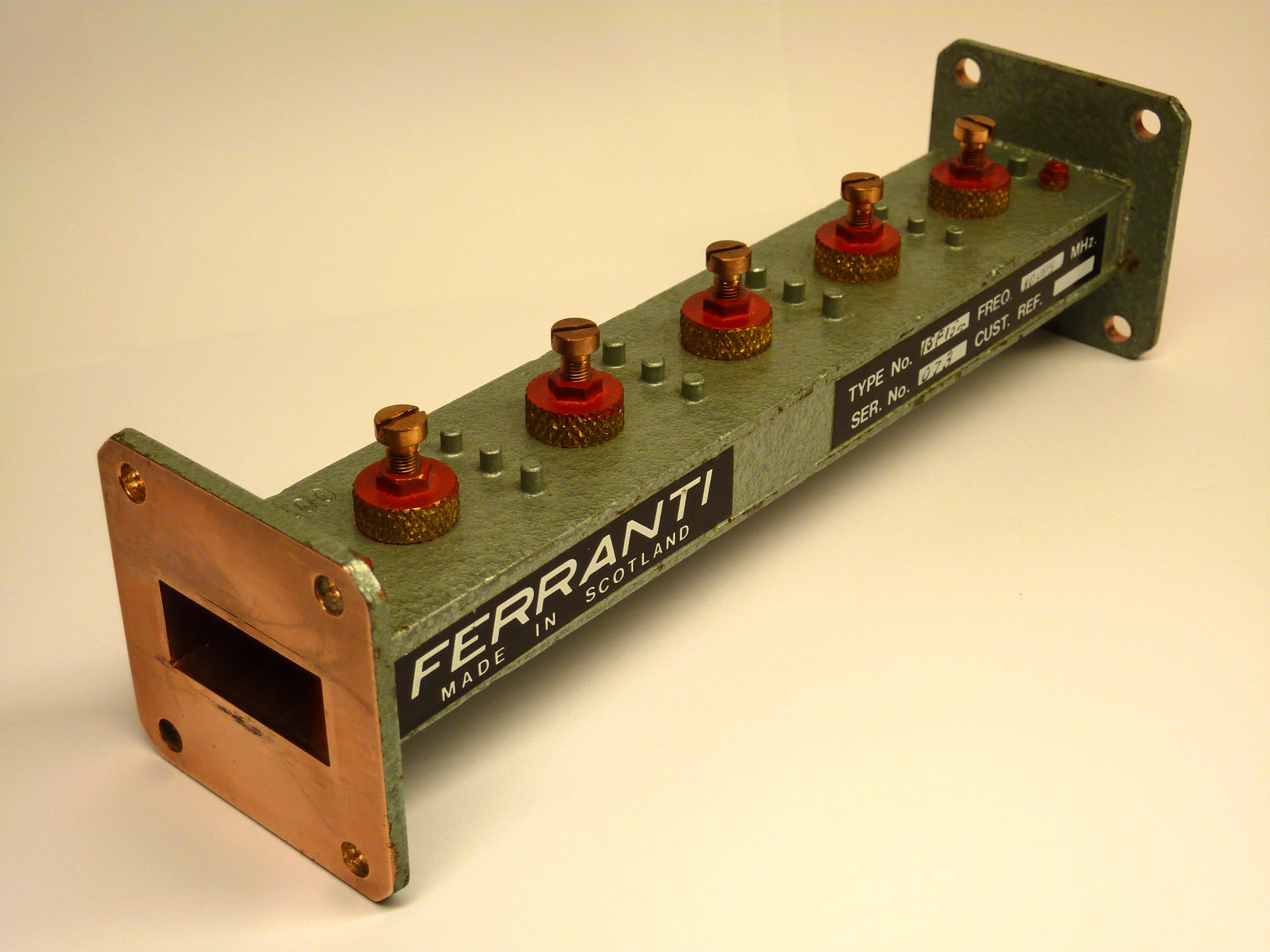
یک فیلتر موج‌بری

فیلتر موج‌بری نوعی فیلتر الکترونیکی است با استفاده از فناوری موج‌بر ساخته شده‌است. موج‌برها لوله‌های فلزی توخالی هستند که موج الکترومغناطیس می‌تواند در داخل آن‌ها منتقل شود. فیلتر دستگاهی است که به سیگنال الکترونیکی در برخی از فرکانس‌ها اجازه عبور می‌دهد و در برخی فرکانس‌ها آن را متوقف می‌کند. کابرد فیلترها درمهندسی الکترونیک شامل جداسازی سیگنال موردنظر محدود کردن نویز الکتریکی می‌شود. فیلترهای موج‌بری در باند فرکانس مایکروویو کاربرد دارند. در این فرکانس‌ها فیلترها اندازه مناسب و تلفات توان کمی دارند.
فیلترهای موج‌بری در طول جنگ جهانی دوم و برای تأمین نیازهای رادار و اقدامات متقابل الکترونیکی، توسعه یافتند و استفاده شدند. اما پس از آن به سرعت در کاربردهای غیرنظامی مانند لینک‌های مایکروویو نیز مورد استفاده قرار گرفتند.